# (33481) 1999 GH1
1999 GH1 (asteroide 33481) é um asteroide da cintura principal. Possui uma excentricidade de 0.08850830 e uma inclinação de 6.69328º.
Este asteroide foi descoberto no dia 7 de abril de 1999 por Takao Kobayashi em Oizumi.